# Santa Luċija

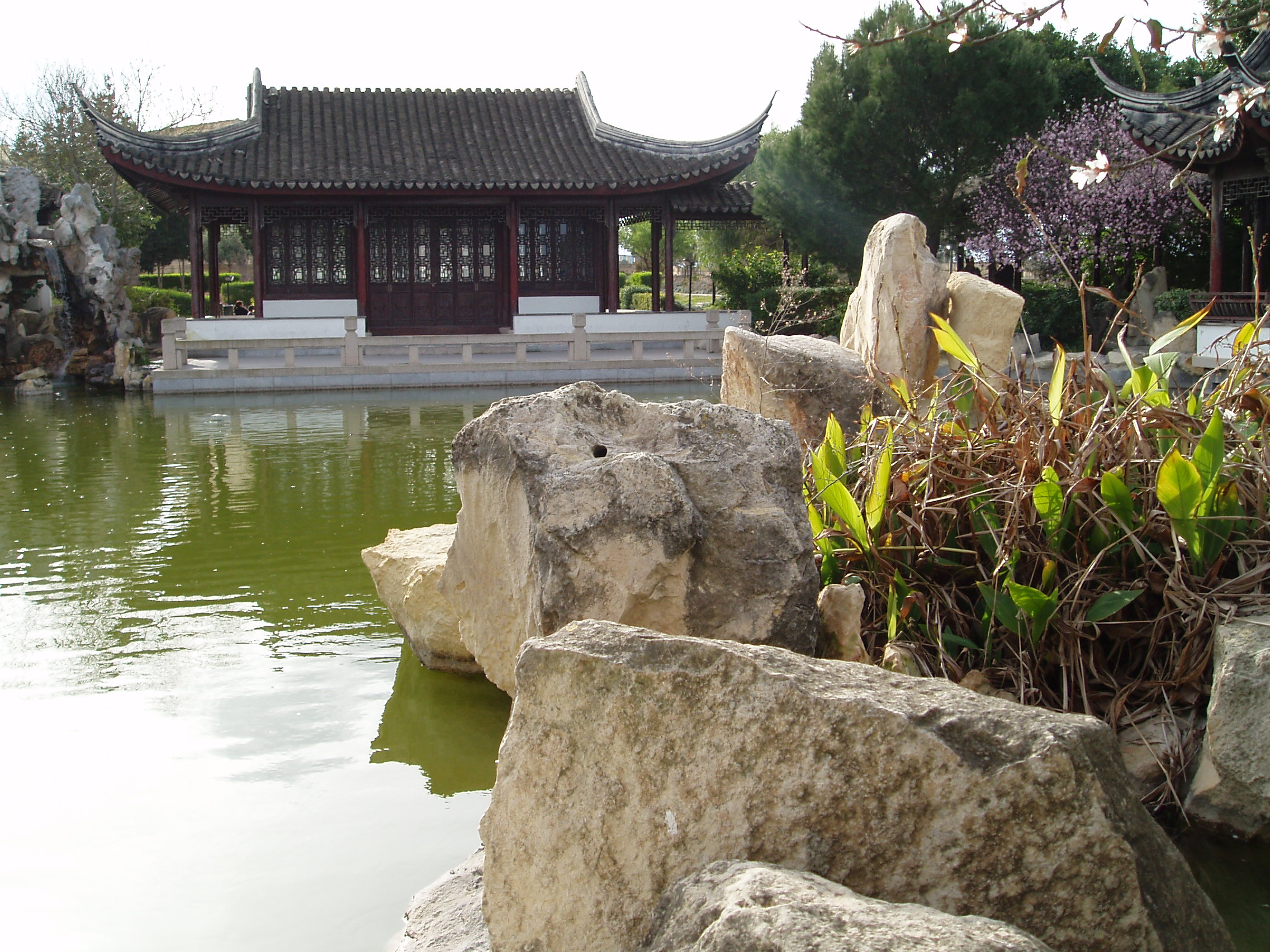
De Chinese Garden of Serenity

Santa Luċija is een kleine plaats en gemeente op het eiland Malta met 3174 inwoners (november 2005). Het geldt als een van de modernste plaatsen van het eiland.
De naam werd door de regering gegeven op 7 juli 1961; de naam stamt af van een 16de-eeuwse kapel die zich in de regio bevond. De kerk van Santa Luċija is gewijd aan Paus Pius X.
In Santa Luċija bevindt zich een openbare Chinese tuin die in de vroege jaren 90 is gebouwd door Chinezen: de Garden of Serenity. Ook vindt men er een hypogeum (ondergrondse tempel) die werd ontdekt in 1973.